# Taurus (film)
Pour les articles homonymes, voir Taurus.
Pour plus de détails, voir Fiche technique et Distribution.
Taurus (en russe : Телец, Telets) est un film russe, réalisé par Alexandre Sokourov en 2001. 

## Résumé
Le film raconte les derniers jours de la vie de Lénine. Le film commence par une scène en huis clos dans la chambre de Lénine dont les multiples portes s'ouvrent tour à tour; les proches du vieillard malade épient, interviennent dans les crises de sénilité, s'occupent de son corps impotent. La puissance du film provient de ce refus de la perspective historique par la description méticuleuse d'un vieillard, parfois dans ses aspects les plus triviaux. 
Les trois personnages qui fixent la caméra sont, en dehors de Lénine lui-même souvent en plan rapproché, son médecin qui introduit les thèmes de la maladie et de la mort au début du film, sa femme et sa sœur qui l'invitent à faire le bilan de sa vie personnelle.
L'apparition de Staline dans la deuxième partie montre que la décision politique a échappé à Lénine. Dans les dernières scènes, Lénine est laissé complètement seul, pour la première fois dans le film, dans le parc de sa résidence-hôpital.

## Autour du film
Le film est le second d'une tétralogie réalisée par Alexandre Sokourov autour du pouvoir et de ses dérives : le premier est Moloch, consacré à Hitler, le troisième est Le Soleil, consacré à l'empereur Hiro-Hito. La tétralogie s'achève sur Faust, relecture du mythe de Goethe.

## Fiche technique
- Titre : Taurus
- Titre original : Telets
- Réalisation : Alexandre Sokourov
- Scénario : Iouri Arabov
- Image : Alexandre Sokourov
- Montage : Leda Semenova
- Thème musical : Andreï Sigle
- Production : Viktor Sergueïev, Edouard Artsikhovski
- Studio : Lenfilm
- Date de sortie : 16 mai 2001 (Festival de Cannes) / Le film n'est pas sorti commercialement en France.

## Distribution
- Leonid Mozgovoï : Lénine
- Maria Kouznetskova (ru) : Nadejda Kroupskaïa
- Serguei Razhouk : Staline
- Natalia Nikoulenko : Maria Oulianova, sœur de Lénine
- Lev Elisseïev : le docteur
- Irina Sokolova : Maria Alexandrovna Oulianova, mère de Lénine

## Distinctions
Taurus a obtenu six Nika (les «César» du cinéma russe) et sept Bélier d'or lui ont été décernés par la critique russe en 2001.